# Rue Victor-Hugo (Toulouse)
Pour les articles homonymes, voir Rue Victor-Hugo.
La rue Victor-Hugo (en occitan : carrièra Victor Hugo) est une voie de Toulouse, chef-lieu de la région Occitanie, dans le Midi de la France.

## Situation et accès

### Description
La rue Victor-Hugo est une voie publique. Elle se situe dans le quartier Saint-Georges, dans le secteur 1 - Centre. Elle naît de la rue d'Austerlitz, dont elle se sépare après le no 16. Longue de seulement 61 mètres, elle est orientée au nord. Elle se termine en débouchant au sud-est de la place Victor-Hugo.
La chaussée compte une seule voie de circulation automobile en sens unique, de la rue d'Austerlitz vers la place Victor-Hugo. Elle est définie comme une zone de rencontre et la vitesse y est limitée à 20 km/h. Il n'existe ni bande, ni piste cyclable, quoiqu'elle soit à double-sens cyclable.

### Voies rencontrées
La rue Victor-Hugo rencontre les voies suivantes, dans l'ordre des numéros croissants :
1. Rue d'Austerlitz
2. Place Victor-Hugo

## Odonymie
Le nom de la rue rend hommage à Victor Hugo, poète – il remporta trois fleurs aux Jeux floraux entre 1819 et 1820 –, écrivain et dramaturge du XIXe siècle, mais aussi défenseur des « misérables », monarchiste devenu républicain fervent, député sous la Deuxième et la Troisième République. Finalement, le 12 mai 1886, le conseil municipal donna son nom à la place et à la rue du Marché-au-Bois, qui étaient désignée ainsi à cause du marché au bois qui s'y tenait.

## Patrimoine et lieux d'intérêt
- no  1 : immeuble de la place Wilson.  Inscrit MH (1974, façades et toitures)[3]. 
L'immeuble est construit entre 1824 et 1834, dans le cadre de l'aménagement de la place du Président-Thomas-Woodrow-Wilson et des allées du Président-Franklin-Roosevelt sur les plans de l'architecte de la ville, Jacques-Pascal Virebent. La façade est caractéristique du style néoclassique en vogue à Toulouse dans la première moitié du XIXe siècle. 
L'immeuble se compose de plusieurs corps de bâtiment entre la place Wilson et la rue Victor-Hugo, organisés autour d'une cour couverte. La façade sur la rue est symétrique se compose autour des trois travées centrales, mises en valeur aux étages par des pilastres à chapiteaux corinthiens et séparés par une corniche à denticules. Un balcon continu soutenu par des consoles à motifs végétaux, court le long de la façade au niveau du 1er étage. Il possède un garde-corps en fer forgé orné de motifs géométriques. Une corniche à modillons couronne l'élévation[4].

- no  2 : hôtel Ours blanc. 
L'hôtel-restaurant de l'Ours Blanc, ouvert vers 1933[5], est reconstruit entre 1939 et 1941 pour le compte de M. Blanc. Il fait appel à l'architecte Jean Valette, un des représentants de l'architecture Art déco à Toulouse. Le bâtiment profite de son emplacement exceptionnel, dans l'angle aigu que forment les rues d'Austerlitz et Victor-Hugo. L'angle est traité en arrondi. L'élévation sur la rue Victor-Hugo compte six travées. Les étages sont séparés par de larges bandeaux d'enduit blanc, qui alternent avec les parements de briques au niveau des fenêtres. Une corniche en génoise et un toit-terrasse surmontent l'édifice[6].